# مفارقة فرنسية

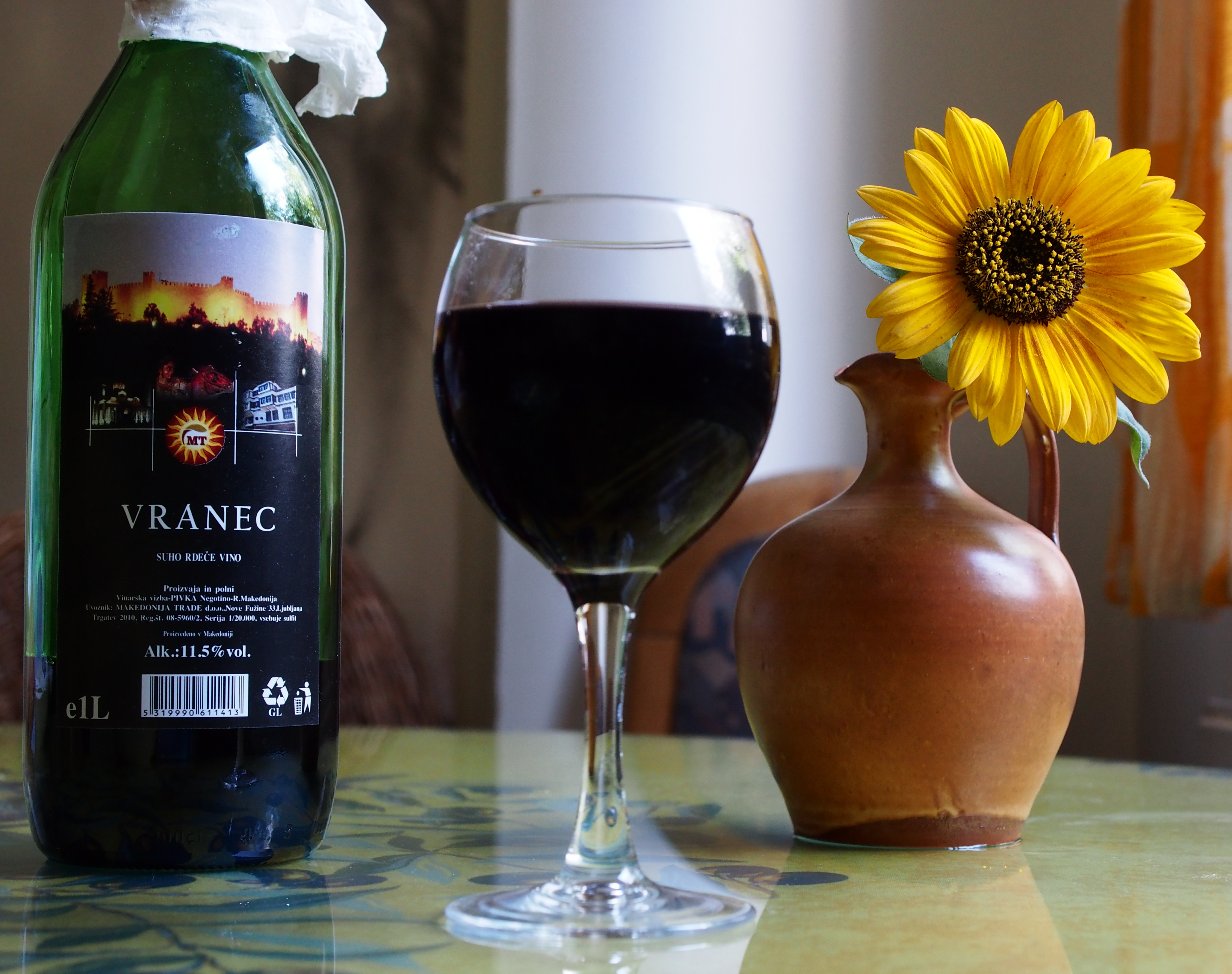
النبيذ الأحمر

المفارقة الفرنسية هي عبارة بدأ استخدامها في أواخر الثمانينيات من القرن العشرين، وتلخص المفارقة الظاهرية للملاحظة الوبائية المتمثلة بأن الشعب الفرنسي يتمتع بنسب أقل نسبيًا لحدوث مرض القلب التاجي، في الوقت الذي يستهلك فيه نظامًا غذائيًا غنيًا نسبيًا بالدهون المشبعة، في تناقض واضح للاعتقاد الشائع أن الاستهلاك العالي لهذا النوع من الدهون يعد عامل خطر للإصابة بمرض القلب التاجي. تكمن المفارقة في حال إن صحت الفرضية التي تربط الدهون المشبعة بمرض القلب التاجي، فمن المفترض أن يصاب الفرنسيون بهذا المرض بنسب أعلى من نظرائهم في الدول التي يستهلك فيها الفرد مقدارًا أقل من هذه الدهون.
وأُشير أيضًا إلى المفارقة الفرنسية بأنها وهم، وأن جزءًا من أسبابها يكمن في اختلاف الآلية التي تجمع بوساطتها السلطات الفرنسية بيانات الصحة مقارنة ببلدان أخرى، وتُعزى المفارقة أيضًا إلى التأثيرات بعيدة المدى -التي يسببها النمط الغذائي المتبنى في سنوات مبكرة- في صحة الشرايين التاجية للمواطنين الفرنسيين.

## التفسيرات المحتملة

### تفسيرات مبنية على استهلاك الفرد العاليللنبيذ الأحمرفي فرنسا
أُشير إلى استهلاك فرنسا العالي للنبيذ الأحمر بأنه عامل أولي للظاهرة. شُرحت هذه الفرضية عام 1991 في إذاعة 60 منتس. تسبب البرنامج بزيادة كبيرة لطلب النبيذ الأحمر في أمريكا الشمالية من مختلف أنحاء العالم. يعتقد أن لأحد مكونات النبيذ الأحمر (ريسفيراترول) علاقة محتملة بهذا التأثير؛ مع ذلك، يرى باحثون في دراسة أُجريت عام 2003 أن كمية ريسفيراترول الممتصة عند مستهلكي النبيذ الأحمر هي كمية قليلة بدرجة تجعل تفسيرها للمفارقة غير مرجح.

#### الكحول في النبيذ
إن الفرق بين استهلاك الفرد الأمريكي السنوي للكحول (9.2 لتر في السنة) واستهلاك الفرد الفرنسي (12.2 لتر في السنة) هو 3 لترات فقط.
ينعدم الإجماع الطبي على وجود ارتباط وثيق بين طول العمر والاستهلاك المعتدل للبيرة، والنبيذ، أو المشروبات الروحية المقطرة. إذ من أصل عشر دراسات رائدة، ثلاث دراسات كانت لصالح النبيذ، وثلاث لصالح البيرة، وثلاث للكحول المقطر القوي، ودراسة لم تجد فرقًا بين المشروبات الكحولية.

#### ريسفيراترول
النبيذ، وتحديدًا النبيذ الأحمر، يعد مصدرًا لمستويات منخفضة من الريسفيراترول، ورغم ذلك، لا وجود لدليل قاطع على أنه يحسن طول العمر أو على امتلاكه تأثيرًا في أمراض الإنسان.

#### البوليفينولات
قُدمت البروسيانيدنز قليلة القسيمات (Oligomeric procyanidins) بأنها توفر الحماية للخلايا الوعائية عند الإنسان، وأشار بحث آخر إلى أن البوليفينولات الموجودة في النبيذ الأحمر تقلل امتصاص المالونديالديهايد (malondialdehyde)، المتورط برفع مستويات البروتين الدهني منخفض الكثافة في بداية تصلب الشرايين.
ولكن، ما إن تُهضم وتُستقلب، لن يكون بالإمكان تحديد ما إذا كان دور البوليفينولات حاسمًا بشأن تأثيرات صحية محتملة في الإنسان. ومع أن التكهن القائل بأن البوليفينولات تلعب دورًا ضمن تأثيرات استهلاك النبيذ في تعزيز الصحة، لا يوجد دليل إلى حد الآن يثبت أن تناولها من خلال النبيذ الأحمر أو مصادر الطعام سيوفر فوائد صحية.

### تفسيرات تعتمد على معالم الطعام الفرنسي

#### الطعام الفرنسي غني بالأحماض الدهنية المشبعة قصيرة السلاسل، ويفتقر إلى الدهون المتحولة
إن الطعام الفرنسي قائم على الدهون المشبعة الطبيعية، مثل: (الزبدة، والجبن، والقشدة)، التي يستقلبها جسم الإنسان بسهولة، كونها غنية بالأحماض الدهنية المشبعة القصيرة، التي تتراوح بين حامض البيوتريك الحاوي على 4 ذرات كربون وبين حامض البالمتيك الذي يحتوي على 16 ذرة كربون. ولكن الطعام الأمريكي يتضمن كميات أكبر من الدهون المشبعة التي تنتج من طريق هدرجة الزيوت النباتية، التي تحوي أحماضًا أطول، وتحتوي على 16، و 18 ذرة كربون. إضافةً إلى ذلك، تتضمن هذه الدهون المهدرجة كميات صغيرة من الدهون المتحولة التي يرجح ارتباطها بمخاطر صحية.

#### تفسيرات تعتمد على عوامل متعددة
في كتابه الصادر عام 2003، مغالطة الدهون: خبايا الطعام الفرنسي لدوام خسارة الوزن، يقترح ويل كلاور تلخيص أسباب المفارقة الفرنسية في عوامل أساسية محددة:
- الدهون الجيدة مقابل الدهون السيئة: يحصل الشعب الفرنسي على ما يصل إلى 80% من الدهون، التي يستهلكها من مشتقات الحليب والمصادر النباتية، وذلك يتضمن الحليب الكامل، والأجبان، واللبن كامل الدسم.
- كميات أكبر من السمك: (ثلاثة مرات في الأسبوع على الأقل).
- وجبات أصغر: تؤكل على نحو أبطأ، وتقسم على فترات، ما يتيح للجسم هضم الطعام المستهلك آنفًا قبل أن يضاف إليه المزيد.
- استهلاك أقل للسكر: تحتوي الأطعمة الأمريكية قليلة أو عديمة الدهون عادة على تراكيز عالية من السكر. في حين تتجنب الأطعمة الفرنسية ذلك مفضلة الأصناف كاملة الدسم، دون إضافة السكر.
- قلة شيوع الأطعمة الخفيفة ما بين الوجبات.
- تجنب المواد الغذائية الأمريكية الشائعة، مثل الصودا، والأطعمة المقلية بزيت غزير، والأطعمة الخفيفة، وخاصة المأكولات الجاهزة، التي قد تشكل نسبة كبيرة من الغذاء المعروض في محال البقالة الأمريكية.

تتفق ميراي جويليانو، صاحبة الكتاب الأكثر مبيعًا والصادر عام 2006، السيدة الفرنسية لا تزداد وزنا، مع الرأي القائل إن اختلافات الوزن ليست بسبب عادات التدخين الفرنسية. فهي تشير إلى أن نسب التدخين لدى النساء في فرنسا والولايات المتحدة هي عمليًا متطابقة. تبين جويليانو العوامل الأساسية التي تبقي على رشاقة المرأة الفرنسية:
- وجبات أصغر: فهي تؤيد قاعدة 50%، أي طلب نصف كمية أي طعام معروض للفرد،"la moitié, s'il vous plaît" بالفرنسية.[1]
- الطعام الشهي لزيادة الشعور بالرضا: اختيار كمية قليلة من طعام عالي الجودة بدل كميات أكبر من طعام ذي جودة اقل.
- تناول 3 وجبات في اليوم، وتجنب الأطعمة الخفيفة في ما بينهم.
- شرب الكثير من السوائل مثل الماء، وشاي الأعشاب، والشوربة.
- الجلوس والأكل بروية (تجنب تعدد المهام، والأكل في أثناء الوقوف، ومشاهدة التلفاز، أو القراءة).
- التأكيد على أن يكون الغذاء طازجًا، ومنوعًا، ومتوازنًا، وفوق كل ذلك، ممتعًا.[19]

#### الغذاء الكامل
في كتابه «دفاعًا عن الطعام» الصادر عام 2008، يرى مايكل پولن أن التفسير لا يكمن في عنصر غذائي واحد، ولا في كمية الكربوهيدرات أو الدهون أو البروتينات، وإنما في النطاق الكامل للعناصر الغذائية الموجودة في «الطبيعي» مقابل «الصناعي» من الغذاء.

#### التغذية في وقت مبكر من الحياة
يعزو أحد التفسيرات المقترحة المفارقة الفرنسية إلى التأثيرات المحتملة (ما فوق الجينات أو سواها) للتحسينات الغذائية في الأشهر والسنوات الأولى من الحياة، التي تؤثر على مدى أجيال عدة. تلى هزيمة فرنسا في الحرب الفرنسية البروسية عام 1871 إدخال الحكومة الفرنسية نظامًا غذائيًا صارمًا يوفر للحوامل والأطفال الصغار غذاءً ذا جودة عالية بهدف تقوية أجيال الجنود المستقبلية (طُبق النظام لثلاثة عقود قبل أن تسلك إنجلترا المسار نفسه استجابةً لحرب البوير). ويُرى توقيت هذا التدخل التاريخي بأنه قد يساعد على تفسير النسب القليلة للسمنة، وأمراض القلب في فرنسا. 